# Bitter Sweet Symphony
«Bitter Sweet Symphony», —en español: Sinfonía Agridulce— es una canción de la banda de rock inglesa The Verve, de su tercer álbum Urban Hymns, lanzada bajo el sello Hut Records el 16 de junio de 1997. Se transformó en un hit, lo que la llevó a ser la canción más exitosa de la banda y una de las canciones más reconocibles y exitosas de la historia musical contemporánea 
Aclamada por críticos musicales, la canción fue nombrada por Rolling Stone y NME como la mejor canción del año 1997, y está considerada como una de las canciones definitorias de la era Britpop. 
El video musical que lo acompaña presenta al vocalista principal Richard Ashcroft caminando por una concurrida acera de Londres en Hoxton Street, ignorando lo que está pasando alrededor y negándose a cambiar su caminar o dirección en todo momento. En los Brit Awards de 1998 "Bitter Sweet Symphony" fue galardónada como la mejor canción del año. 
La canción fue lanzada en los Estados Unidos como sencillo en marzo de 1998 por Virgin Records America, alcanzando el puesto número 12 en la lista Billboard Hot 100, y la canción sería premiada en los "MTV Video Music Award" por video y canción del año, también "The Verve" serían galardonados como mejor grupo alternativo. En 1999, la canción fue galardonada con dos Premios Grammy a la mejor canción de rock del año y a la mejor canción alternativa.
Fue lanzada como sencillo en junio de 1997, y luego en el álbum Urban Hymns, siendo la primera canción en ambos. El sencillo incluía numerosas pistas adicionales, incluyendo otras versiones de «Bitter Sweet Symphony», como una versión de radio y otra extendida de mayor duración. 
Esta canción ocupa el puesto 382 en la lista de las mejores canciones de la historia según un conteo realizado por la revista Rolling Stone. En la clasificación de las 100 mejores canciones de todos los tiempos según la emisora australiana Triple J, la canción obtuvo el puesto 14.
El tema ocupó el puesto 9 de la lista 100 mejores canciones de todos los tiempos de la revista Q en el año 2006. En agosto de 2007, una encuesta de las 10 mejores pistas publicado en la revista Q colocó a "Bitter Sweet Symphony" en el "TOP 10 de las mejores canciones de la historia".

## Composición
La letra de la canción fue escrita en su totalidad por Richard Ashcroft, aunque por algún tiempo estuvo atribuida también a Mick Jagger y Keith Richards. Esto es debido a que la canción utiliza un riff similar a “The Last Time”, canción de The Rolling Stones. Finalmente, y luego de 22 años, la dupla Jagger-Richards devolvió voluntariamente los derechos a su único y original compositor, Richard Ashcroft.
The Verve había solicitado una licencia para usar un sample de 5 notas de una versión orquestal (Andrew Loog Oldham Orchestra) de una canción de los Rolling Stones, “The Last Time”, y recibió autorización de “Decca Records”.
Fue así como crearon “Bitter Sweet Symphony”, una clásica melodía.

## Demanda por los derechos
Después de que “Bitter Sweet Symphony” se convirtiese en un éxito mundial en el año 1997, el grupo The Verve fue demandado por el mánager de The Rolling Stones, Allen Klein (quien posee los derechos de las canciones anteriores a 1970 de la banda). El reclamo se basaba en que The Verve había roto el acuerdo al usar una porción más larga que la que cubría la licencia, algo que The Verve discutió y nunca aceptó.
The Verve puso cerca de 50 pistas de instrumentación que incluían arreglos, para crear una canción completamente nueva. La melodía orquestal grabada por The Verve, contenía el sample de la grabación hecha en 1965 por la orquesta de Andrew Loog Oldham partiendo de "The Last Time" de The Rolling Stones. Cuando Oldham –quien manejó y también produjo los primeros trabajos de The Rolling Stones– dejó la banda en 1967, acordó vender los derechos de su trabajo como productor al nuevo mánager, Allen Klein. En 1998 Klein interpuso una demanda y la banda, finalmente, resolvió el problema fuera de los juzgados incluyendo a Mick Jagger y Keith Richards como compositores del tema y entregando el 100% de los derechos de la canción a ABKCO Records, según Ashcroft, porque parecía más barato que luchar legalmente con la posibilidad de perder el juicio.
Allen Klein luchó contra The Verve con base en sus derechos sobre la canción, pero Oldham poseía los derechos de las notas del sample. Así que, finalmente, la banda de Richard Ashcroft perdió todo derecho por la canción.
El problema llegó a instancias legales, donde The Verve se vio obligado a compartir los derechos de la misma. La compañía que poseía los derechos argumentó que lo utilizó "más de lo estipulado". 
Sin embargo, y teniendo en cuenta el éxito que la canción estaba teniendo, una nueva instancia judicial obligó a The Verve a ceder el 100 % de las ganancias que esta generara.
Así, después de que el grupo rechazase una oferta de Nike para usar “Bitter Sweet Symphony” en un anuncio, la compañía usó su canción después de comprar la licencia a Allen Klein. “La última cosa en el mundo que quería es que se usase una canción mía en un anuncio“, dijo Richard Ashcroft, “todavía estoy enfermo por ello“.
Además “Bitter Sweet Symphony” fue nominada a un Grammy 1999 (Rock Song, award goes to songwriter), y debido a la sentencia desfavorable, transfiriendo a Allen y a The Rolling Stones los derechos (incluidos los de autor), la nominación fue para Mick Jagger y Keith Richards.
En una entrevista, Richard Ashcroft dijo: "Ésta es la mejor canción que Jagger y Richards han escrito en los últimos 20 años". Por su parte, Keith Richard respondió: "Si The Verve pueden escribir una canción mejor, pueden quedarse con el dinero". Después de tantos disgustos con “la melodía más bonita del mundo” Richard Ashcroft sufrió una crisis nerviosa y el grupo se deshizo.
El jueves 23 de mayo de 2019 Richard Ashcroft publicó en Twitter que la banda The Rolling Stones regresó los derechos de "Bitter Sweet Symphony" a The Verve.

## Live 8
El 2 de julio de 2005, en el concierto de Live 8 en Hyde Park, Londres, Coldplay invitó a Ashcroft a tocar la canción con ellos en su set. Lo tocaron después de un solo ensayo en Crystal Palace. Ashcroft fue presentado por Chris Martin como "el mejor cantante del mundo" y describió la canción como "la mejor canción que se haya escrito". El 25 de diciembre de 2005, se emitió un documental titulado Live 8: A Bitter Sweet Symphony reviviendo momentos del día presentando una parte de la actuación de Ashcroft como la música para la banda sonora inicial del espectáculo.

## Videoclip
El videoclip muestra a Richard Ashcroft caminando por la acera de una ajetreada calle de Londres más exactamente Hoxton Street, sin detenerse frente a nadie y chocando con toda persona que se atraviesa en su camino (incluso hace que una mujer caiga al suelo) manteniéndose impasible a todo lo que le rodea, sirviendo como parodia de lo abstraídos que vivimos en la sociedad actual. 
A lo largo del vídeo va encontrándose con todo tipo de gente, como una muestra de la diversidad cultural que existe en la capital londinense. Durante todo el tiempo simplemente va caminando y cantando sin hacer prácticamente nada más. Ni los automóviles son capaces de detenerle, llegando incluso a saltar sobre el capó de uno de ellos para poder continuar su paso (lo que provoca que la conductora se baje para increparle, pero él igualmente ni siquiera la toma en cuenta ni la escucha).
En algún momento, la única reacción diferente de Ashcroft es cuando un gran Jaguar se cruza frente a él y se asoma para tratar de vislumbrar el interior a través de la oscura ventanilla del vehículo, sin embargo prosigue inmutable su camino.
En el tramo final, sus compañeros de grupo se unen a él para irse caminando todos juntos. El video culmina exactamente en donde se inició, es decir el vocalista Richard Ashcroft va por Hoxton Street hasta un vivero para luego retornar por la acera contraria quien es esperado por su banda. 
Existe una versión alternativa del video, en el cual se desarrolla de la misma manera del original hasta el minuto 03:00. En ese minuto, Aschcroft quiere pasar de la misma forma despreocupada e insensible que antes, pero choca con 3 sujetos que lo empujan, golpean y patean en el suelo; luego de unos momentos de recuperación, se levanta y se ve que tiene el rostro ensangrentado y que se nota conmocionado por lo sucedido. Posterior a eso, reanuda su caminata, pero ahora no se ve a nadie en la acera; después cambia abruptamente a estar en la noche, en el cual sigue con las lesiones en su rostro pero casi sin sangre, pero ahora llega a una especie de muro frente al cual se detiene y termina el video con el ademán de tocar con sus dedos índice y medio de su mano derecha la pared, sin llegar a tocarla. Para algunas personas que comentaron en este video, indicaron que se trataba de una versión más realista de lo agridulce (bitter sweet) que es la vida y la metáfora perfecta para las caídas y levantadas que experimentamos en nuestras vidas y cómo seguimos adelante.

## Sencillo

### Reino Unido
- CD1

1. «Bitter sweet symphony»
2. «Lord I guess I'll never know»
3. «Country song»
4. «Bitter sweet symphony» (radio)

- CD2

1. «Bitter sweet symphony» (extendida)
2. «So sister»
3. «Echo bass»

Promo 12-inch HUTTP 82
1. «Bitter Sweet Symphony (Alt Version)»
2. «Bitter Sweet Symphony (MSG)»

Remix 12-inch HUTTR 82
1. «Bitter Sweet Symphony (James Lavelle Remix)»
2. «Bitter Sweet Symphony (James Lavelle Instrumental Remix)»

Promo CD DPRO-12727
1. «Bitter Sweet Symphony" (radio edit)»
2. «Bitter Sweet Symphony" (original)»
3. «Bitter Sweet Symphony" (Call Out Research Hook 1 Vocal)»
4. «Bitter Sweet Symphony" (Call Out Research Hook 2 Instrumental)»

### Estados Unidos
1. «Bitter sweet symphony»
2. «Lord I guess I'll never know»
3. «So sister»
4. «Echo bass»

## Posicionamiento en listas
| Listas (1997-1998)                        | Mejor Posición |
| ----------------------------------------- | -------------- |
| Australia (ARIA)                          | 11             |
| Austria (Ö3 Austria Top 40)               | 15             |
| Bélgica (Ultratop 50 Flandes)             | 21             |
| Bélgica (Ultratop 50 Valonia)             | 18             |
| Canadá (RPM)                              | 5              |
| Canadá Alternative 30 (RPM)               | 1              |
| España (AFYVE)                            | 2              |
| Finlandia (Suomen virallinen lista)       | 6              |
| Francia (SNEP)                            | 16             |
| Irlanda (IRMA)                            | 3              |
| Italia (FIMI)                             | 2              |
| Países Bajos (Dutch Top 40)               | 14             |
| Nueva Zelanda (RIANZ)                     | 15             |
| Noruega (VG-lista)                        | 9              |
| Suecia (Sverigetopplistan)                | 10             |
| Suiza (Schweizer Hitparade)               | 15             |
| Reino Unido (The Official Charts Company) | 2              |
| EE. UU. Billboard Hot 100                 | 12             |
| EE. UU. Billboard Pop Songs               | 23             |
| EE. UU. Billboard Alternative Songs       | 4              |
| EE. UU. Billboard Adult Pop Songs         | 8              |